# Kawunganten Lor
Kawunganten Lor is een bestuurslaag in het regentschap Cilacap van de provincie Midden-Java, Indonesië. Kawunganten Lor telt 6171 inwoners (volkstelling 2010).